# Reinhard Stuth
Reinhard Stuth (* 26. September 1956 in Hamburg) ist ein deutscher Politiker (CDU). Er war von August 2010 bis März 2011 Kultursenator der Freien und Hansestadt Hamburg, zuvor war er von 2001 bis März 2009 Hamburger Staatsrat.

## Werdegang
Stuth studierte an der Universität Hamburg von 1974 bis 1979 Afrikanistik und Rechtswissenschaften.
1978–1981 organisierte er für die Junge Union Hamburg politische Auslandsreisen nach Süd-Skandinavien, Griechenland und an die Westküste der USA.
Sein Referendariat absolvierte er in Hamburg, Berlin und Heidelberg. Nach dem Zweiten Staatsexamen in Jura arbeitete er von 1983 bis 1985 als Abteilungsleiter Außen-, Sicherheits- und Deutschlandpolitik in der CDU-Bundesgeschäftsstelle in Bonn. Danach war er von 1985 bis 1989 persönlicher Referent des damaligen Bundespräsidenten Richard von Weizsäcker.
Von 1989 bis 1990 war er Gast im Kabinett von Peter Schmidhuber, Kommissar der Europäischen Union, Brüssel. Von 1990 bis 1991 war er stellvertretender Referatsleiter der Außenpolitischen Abteilung des Bundeskanzleramtes, Bonn. Von 1991 bis 1995 war er Referatsleiter für Europaangelegenheiten der Vertretung des Landes Berlin beim Bund in Bonn und Berlin. Von 1995 bis 1999 war er Leiter des Büros der Konrad-Adenauer-Stiftung in Tschechien und der Slowakei in Prag und Bratislava. Von 1999 bis 2001 war er Berater für Europapolitik der CDU/CSU-Bundestagsfraktion in Berlin.
Stuth war von 2001 bis 2008 Staatsrat und Bevollmächtigter der Freien und Hansestadt Hamburg beim Bund, bei der Europäischen Union und für auswärtige Angelegenheiten. Von Mai 2008 bis März 2009 war er Staatsrat der Behörde für Kultur, Sport und Medien in Hamburg. Dann kam es zu einer überraschenden Versetzung in den Ruhestand im März 2009 durch Ole von Beust.
Anschließend war er im Aufsichtsrat der Elbphilharmonie Hamburg Bau GmbH & Co. KG und Aufsichtsratsvorsitzender der Hamburg Tourismus GmbH.
Von Mai 2009 bis August 2010 war er als geschäftsführender Gesellschafter mit der Gründung der Pflüger und Stuth. Internationale Beratung GmbH beschäftigt und wurde im Juli 2009 als Rechtsanwalt zugelassen. 2010 war Stuth in der Jury des Kunstpreises der Kunststiftung Christa und Nikolaus Schües (Hamburg).
Stuth wurde am 25. August 2010 zum Senator für Kultur, Sport und Medien (seit 1. Oktober 2010 Senator für Kultur und Medien) von Hamburg im Senat des am selben Tag ins Amt gewählten Bürgermeisters Christoph Ahlhaus (CDU) ernannt. Nach der Bürgerschaftswahl im Februar 2011 schied er am 7. März 2011 wieder aus dem Senat aus.
Stuth ist derzeit geschäftsführender Gesellschafter der „HanBao Internationale Beratung GmbH“ und Dozent für Marken- und Urheberrecht an der Brand University of Applied Sciences in Hamburg. Er ist seit 11. Februar 2022 Honorarkonsul der Mongolei in Hamburg.
Er ist verheiratet mit der ehemaligen CDU-Bürgerschaftsabgeordneten Bettina Machaczek.

## Werke
- Reinhard Stuth: Der Vertrag von Nizza : eine kritische Analyse Sankt Augustin : Konrad-Adenauer-Stiftung 2001.